# Niemirów (powiat chełmski)
Niemirów – kolonia w Polsce położona w województwie lubelskim, w powiecie chełmskim, w gminie Rejowiec.
W latach 1975–1998 miejscowość należała administracyjnie do województwa chełmskiego.
Wieś stanowi sołectwo gminy Rejowiec, obejmujące Niemirów i Bieniów.
Wierni Kościoła rzymskokatolickiego należą do parafii Chrystusa Pana Zbawiciela w Podgórzu.

## Historia
Według Słownika geograficznego Królestwa Polskiego z roku 1886 Niemirów stanowił wieś w powiecie chełmskim gminie Staw parafii Chełm. Wieś leży przy drodze z Chełma do Łączny, pod wsią Stołpie, posiadała 13 domów. (Opis Bronisława Chlebowskiego rok 1886 - SgKP t.VII s.90).